# 格林菲爾德鎮區 (印地安納州奧蘭治縣)
格林菲爾德鎮區（英語：Greenfield Township）是位於美國印地安納州奧蘭治縣的一個行政鎮區。

## 地方資料
根據2010年美國人口普查的數據，格林菲爾德鎮區的面積為111.70平方千米，當中陸地面積為106.80平方千米，而水域面積為0.90平方千米。當地共有人口730人，而人口密度為每平方千米6.54人。